# Romualdas Inčirauskas
Romualdas Inčirauskas (* 28. August 1950 in Anykščiai, Litauische SSR) ist ein litauischer Skulptor, Medaillist, Professor.

## Leben
1974 absolvierte er das Technikum für angewandte Kunst in Telšiai und 1979 das Studium der Metallplastik am Kunstinstitut Estland. Seit 1979 lehrt er am Telšių taikomosios dailės technikumas und seit 1998 an der Fakultät Telšiai der Vilniaus dailės akademija. Ab 1998 war er Dozent, seit 2010 ist er Professor. Er bekam viele litauische und ausländische Auszeichnungen und Stipendien.
Seit 1998 ist er Mitglied von FIDEM.

## Bibliografie
- Medalio menas, 2002

## Auszeichnungen
- 2010 paskirta Lietuvos respublikos kultūros ministerijos stipendija.
- 2007 Dr. Genovaitės Kazokienės vaizduojamojo meno fondo premija.
- 2003–2004 m. paskirta Lietuvos respublikos kultūros ministerijos stipendija.
- 2005 Tarptautinis medalio konkursas “H. K. Andersenui – 200”. Tel Avive – I premija.
- 2002 Tarptautinis medalio konkursas „Animus. Spiritus. Violin.“ Tel Avive – specialus prizas.
- 1998 Ketvirtosios Baltijos medalių trienalės laureatas.
- 1997 Penktosios respublikinės medalių trienalės laureatas.
- 1995 Trečiosios Baltijos medalių trienalės laureatas.
- 1992 Medalio Čijunei Sugiharai konkursas – I premija.
- 1989 Medalio Pauliui Galaunei konkursas – II premija.
- 1989 Tarptautinė medalių kvadrienalė Kremnice (Čekoslovakija) – Kremnico miesto premija.
- 1989 Antrosios Baltijos medalių trienalės laureatas.
- 1988 Medalio Kristijonui Donelaičiui konkursas – III premija
- 1984 Pabaltijo jaunųjų kūrybos trienalė Rygoje – Latvijos architektų sąjungos premija.

## Nuorodos
- Homepage

| Personendaten    | Personendaten                                     |
| ---------------- | ------------------------------------------------- |
| NAME             | Inčirauskas, Romualdas                            |
| KURZBESCHREIBUNG | litauischer Skulptor, Medaillist, Hochschullehrer |
| GEBURTSDATUM     | 28. August 1950                                   |
| GEBURTSORT       | Anykščiai, Litauische SSR                         |